# Nagypetri
Nagypetri (románul Petrindu) falu Romániában Szilágy megyében.

## Fekvése
Félúton fekszik Középlak (románul Cuzăplac) és Egeres (románul Aghireș, németül Erldorf) között, az Almás patak völgyében.

## Nevének említése
1839-ben, 1863-ban, 1890-ben Nagy-Petri, Petrindu máré 1880-ban Petri (Nagy-), 1920-ban Petrindul mare.

## Lakossága
1850-ben 517 fős lakosságából 326 fő román, 176 fő magyar (, 6 fő német, 9 fő cigány.  
1992-re 597 fős lakosságából 368 fő román, 210 fő magyar és 19 fő cigány származású.
1850-ben román lakossága görögkatolikus, a magyarok a reformáció óta reformátusok (6 fő római katolikus maradt). Erdélyi Református Egyházkerület, Kalotaszegi Egyházmegye tagja.
1992-ben a magyarok mind reformátusok, a lakosság többi részéből 376 fő ortodox, 1 fő római katolikus, 8 fő baptista és 1 fő pünkösdista.

## Története
Régi királyi birtok. II. Ulászló adományaként 1503-ban Corvin János tulajdona lett, majd 1523-ban már Somi Gáspár a birtokosa.
Magyar lakossága a reformáció óta református. Erdélyi Református Egyházkerület, Kalotaszegi Egyházmegye tagja.
A falu a trianoni békeszerződésig Kolozs vármegye Bánffyhunyadi járásához tartozott.
Lakossága szőlőtermesztéssel valamint bivaly- és juhtartással foglalkozik.
A 19. századtól a román megszállásig a szamosújvári eredetű apanagyfalusi Gajzágó család sarja, Gajzágó Antal, bánffyhunyadi és kolozsvári ügyvéd volt a falu legnagyobb földbirtokosa 1040 kat. holddal, aki vagyonával Kolozsmegye egyik virlistája volt.

## Látnivaló
- Református temploma a XIII. században épült. Román stílus jegyek (félköríves résablakok, szentély) mellett gótikus jegyeket is mutat az épület (támpillérek). 18. századi harangtornya zsindellyel fedett. Templom kaput 1855-ben faragták. Mára rossz állapotúvá lett festett kazettás mennyezete Zilahi Asztalos János munkája 1713-ból. Restaurálás során megállapították, hogy 1779-ben a templomot kelet felé bővítették. A bővült templom kazettás mennyezetét Umling Lőrinc festette, akár csak a karzatot, szószékkoronát és a papiszéket 1770-ben.
- Karcsú, magas sisakú, fazsindelyes, görögkatolikus fatemplomának építési ideje nem ismert, de feltételezhető, hogy a 18. századból való. A templom jelenleg a Kolozsvári Néprajzi Múzeumban található.

## Külső hivatkozások
- https://web.archive.org/web/20100210180326/http://kalotaszeg.mlap.hu/